# Détroit (groupe)
Pour les articles homonymes, voir Détroit (homonymie).
Détroit est un groupe de rock alternatif français formé en septembre 2013. Entre 2013 et 2018, il se composait du duo constitué de Bertrand Cantat, ancien membre du groupe Noir Désir, et du bassiste Pascal Humbert, complété sur scène (en 2014) par Bruno Green (guitare, claviers), Niko Boyer (guitare) et Guillaume Perron (batterie). Fin 2022, le groupe se reforme en trio constitué de Bertrand Cantat, Pascal Humbert et Jérémie Garat. En 2025, le groupe fait une pause suite aux dossiers judiciaires de Bertrand Cantat.

## Histoire

### Débuts et premier album (2013-2018)
Le 18 novembre 2013, le duo sort son premier album intitulé Horizons, précédé de la diffusion d'un premier single, Droit dans le soleil, le 30 septembre 2013, d'un second titre, Null and Void le 4 novembre 2013, puis d'un troisième titre Horizons trois jours avant la sortie officielle de l'album. En avril 2014, le groupe entame une série de concerts dans toute la France, qui se poursuit jusqu'en décembre 2014. L'album s'est vendu à 150 000 exemplaires.
Le 3 novembre 2014 paraît un double CD/DVD live intitulé La Cigale.
La bande originale du film Les Premiers, les Derniers de Bouli Lanners est composée et interprétée par Pascal Humbert, avec une participation de Bertrand Cantat. L'enregistrement s'est tenu en mars 2015 au studio La Chapelle à Waimes, dans l'Est de la Belgique.

### Reformation et second album (depuis 2022)
Fin 2022, après un hiatus de quelques années, le groupe annonce sur son nouveau site web qu'il se reforme en trio constitué de Bertrand Cantat, de Pascal Humbert et d'un nouveau musicien, le violoncelliste, guitariste et ingénieur du son Jérémie Garat. Le 11 janvier 2023, il annonce via Facebook qu'il prépare pour début 2024 un nouvel album autoproduit grâce au financement participatif. C’est la première fois que Cantat se retrouve sans maison de disques. Quatre titres sont déjà achevés en février 2023.
Le 24 janvier 2024, Détroit annonce sur les réseaux sociaux la sortie d'un premier single, L'Angle. Ce dernier paraît le 7 février 2024, accompagné d'un clip vidéo. La date de publication du nouveau single correspond au jour de lancement sur la plateforme Ulule du projet de financement participatif pour le nouvel album dont la sortie est annoncée pour début décembre 2024. Le projet récolte 100 000 euros en une demi-journée (127 700 euros au matin du 3ème jour) contre un objectif initial fixé à 60 000 euros. Cet engouement déclenche la colère de plusieurs militantes féministes et l'appel au boycott de la plateforme,. À la suite de cette polémique, Ulule se désolidarise du projet de Détroit, publie une message d'excuse et annonce avoir décidé de ne donner aucune visibilité au projet sur les réseaux sociaux et de reverser l'intégralité de sa commission sur le projet à une association d'aide aux femmes victimes de violences conjugales, tout en indiquant ne pouvoir arrêter une cagnotte en cours que « si son objet ou ses contenus présentent un caractère illégal, ou contreviennent aux conditions d'utilisation d'Ulule, ce qui n'est pas le cas de celle-ci ». La campagne de financement permet au groupe de récolter un total de 217 011 euros.
Le 13 novembre 2024, le groupe publie le clip vidéo de la chanson Oh non non non, second extrait du nouvel album,.
Le 25 juillet 2025, le groupe annonce sur Facebook faire une pause, ne sachant pas si cela signe la fin du groupe ou "une mue",.

## Membres

### Membres de Détroit
- Bertrand Cantat (chant, guitare, composition) (depuis 2013)
- Pascal Humbert (basse, composition) (depuis 2013)
- Jérémie Garat (violoncelle, guitare, production) (depuis 2018)

### Musiciens additionnels sur scène (en 2014)
- Bruno Green (guitare, claviers)
- Niko Boyer (guitare)
- Guillaume Perron (batterie)

## Discographie

### Albums studio & live
- 2013 : Horizons (1er album studio)
- 2014 : La Cigale (album live)
- 2024 : L'Angle (2nd album studio)

### EP
- 2014 : Acoustiques (EP 45 tours)

### Reprises et collaborations
| Année | Chanson         | Album                               | Auteur               |
| ----- | --------------- | ----------------------------------- | -------------------- |
| 2014  | Gimme Danger    | Version live                        | Iggy and the Stooges |
| 2014  | Hey, Hey, My My | Version live                        | Neil Young           |
| 2014  | Gimme Shelter   | Monkeys in Bercy (feat. Shaka ponk) | The Rolling Stones   |